# Peret (cantor)
Peret, cujo nome verdadeiro era Pere Pubill Calaf,  (Mataró, 24 de março de 1935 — Barcelona, 27 de agosto de 2014) foi um cantor guitarrista e compositor espanhol natural da Catalunha de etnia cigana. É o principal representante da rumba catalã.
Perete representou a Espanha no Festival Eurovisão da Canção 1974, onde interpretou "Canta y sé feliz", em 1992 atuou Jogos Olímpicos de Verão de 1992, realizados em Barcelona.
Em 2001, Peret gravou um álbum com versões atualizadas de canções antigas, com convidados, como David Byrne, Sergeant Garcia e o Professor Angel Dust.

## Discografia
- Canta y sé feliz - single (Ariola, 1974)
- Rumbas de oro (Divucsa, 1989)
- No se pué aguantar (PDI, 1991)
- Que disparen flores (PDI, 1995) now (Picap, 2008)
- Jesús de Nazareth (PDI, 1996) now (Picap, 2008)
- Sus grabaciones en Discophon (Blanco y Negro, 1998)
- Rey de la Rumba (Narada World, 2001)
- Que levante el dedo (K Industria, 2007)
- Como me gusta (PDI) now (Picap, 2008)
- Gitana Hechizera (PDI) now (Picap, 2008)